# فيليب نوزيار
فيليب بيير غاستون فرانسوا نوزيار (من مواليد 12 أبريل 1932) هو فيزيائي فرنسي يعمل في معهد لاو لانغفين في غرونوبل، فرنسا. من مواليد مدينة باريس.